# Maurice Quentin de La Tour

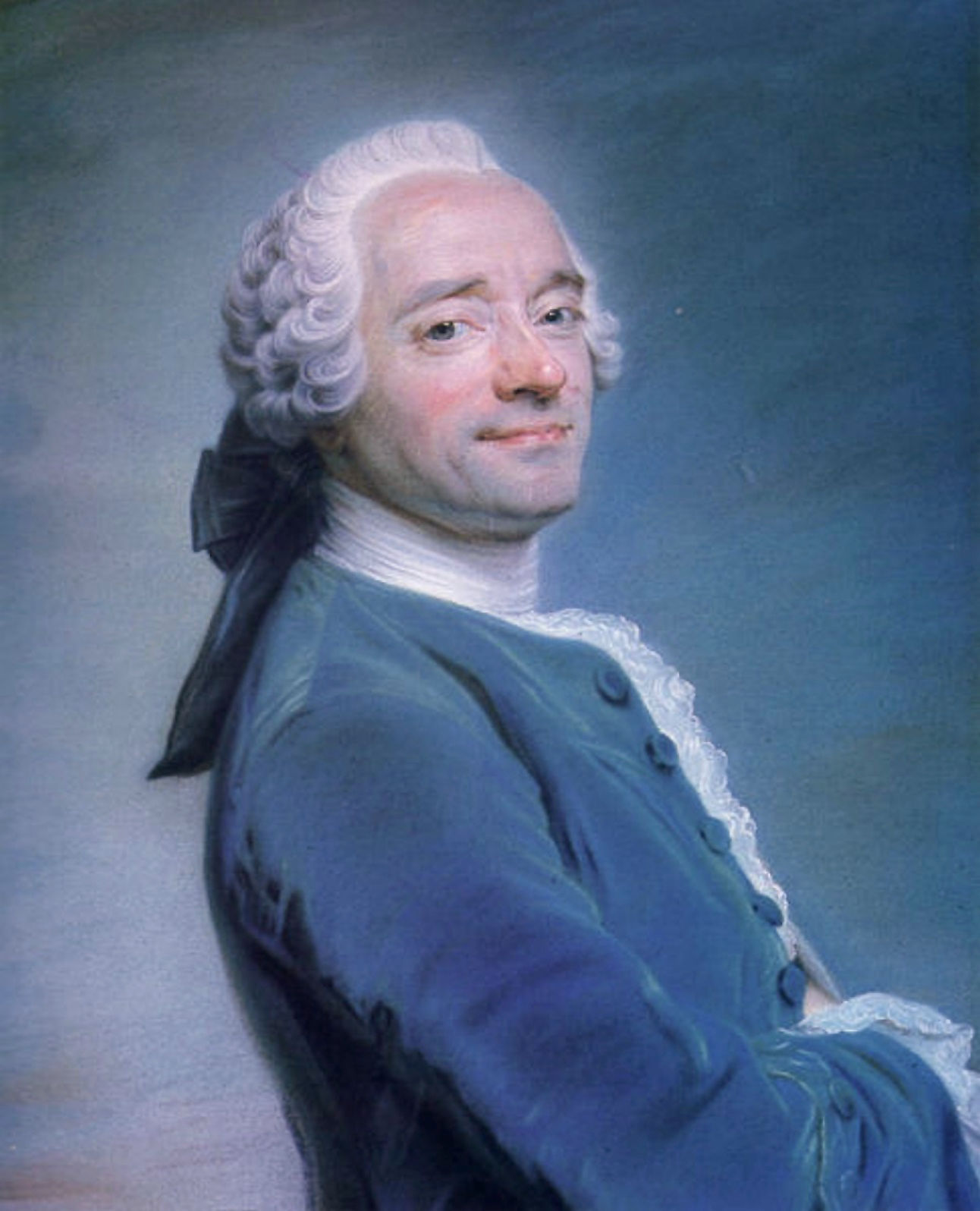
Maurice Quentin de La Tour, Selbstporträt von 1751

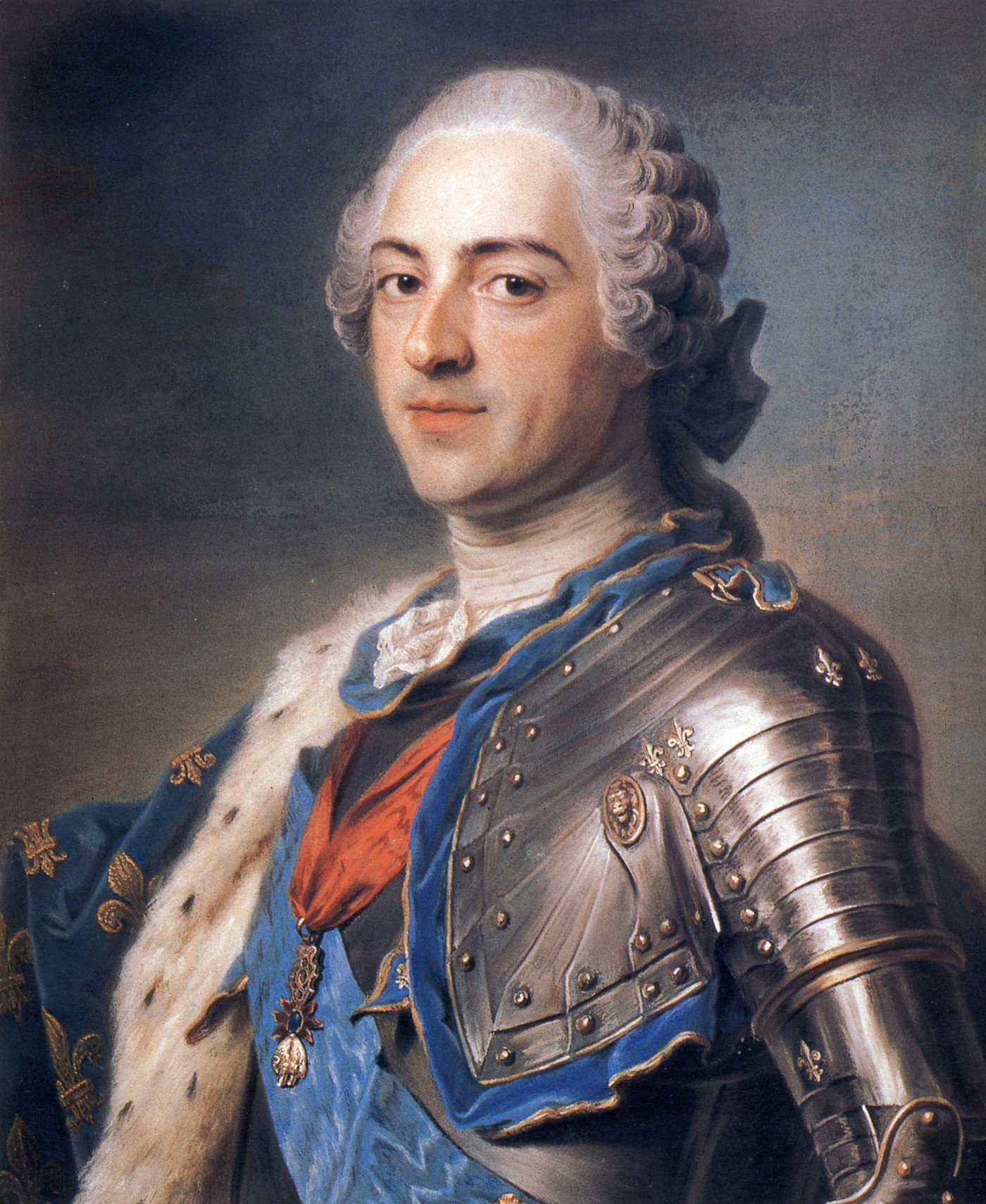
Ludwig XV. gemalt 1748 von Quentin de La Tour

Maurice Quentin de La Tour, auch Delatour (* 5. September 1704 in Saint-Quentin; † 17. Februar 1788 ebenda), war ein Pastell-Porträtmaler des französischen Rokoko.
Berühmt sind u. a. seine Porträts von König Ludwig XV., Madame de Pompadour, Isabelle de Charrière, Voltaire, Jean-Jacques Rousseau und D’Alembert.

## Leben
De La Tour studierte zunächst ab 1719 drei Jahre lang an einer kleinen Pariser Akademie, bevor er sich selbständig machte. Er lernte die Maler Louis Boullogne und Jean Restout kennen, wobei insbesondere Restout auf ihn einen großen Einfluss ausübte. 1735 verschaffte ihm ein Porträt von Voltaire allgemeine Anerkennung. In der Folge malte er verschiedene Porträts von Ludwig XV. und seiner Familie und wurde neben Jean-Marc Nattier einer der beliebtesten Hofmaler. Bald war er als Prince des pastellistes, „Fürst der Pastellmaler“ bekannt. 1750 wurde er zum Berater an der königlichen Kunstakademie ernannt. Von 1750 bis 1773 war er außerdem Hofmaler des französischen Königs. Als bedeutendster Vorläufer de La Tours gilt Joseph Vivien.
Zu seinen Schülern gehörten Joseph Boze (1745–1826), Jacques Neilson (1714–1788) und Adélaïde Labille-Guiard (1749–1803).

## Werke
Seine Gemälde befinden sich unter anderem im Louvre (Madame Pompadour) und im Musée Antoine Lécuyer in Saint-Quentin, das die bedeutendste Sammlung seiner Pastelle besitzt. Die Gemäldegalerie Alte Meister in Dresden besitzt Pastellporträts von Maria Josepha, Tochter Augusts III. von Sachsen und Polen und Dauphine von Frankreich (gemalt um 1750), und von Graf Moritz von Sachsen, Marschall von Frankreich.

## Spätere Ehrungen

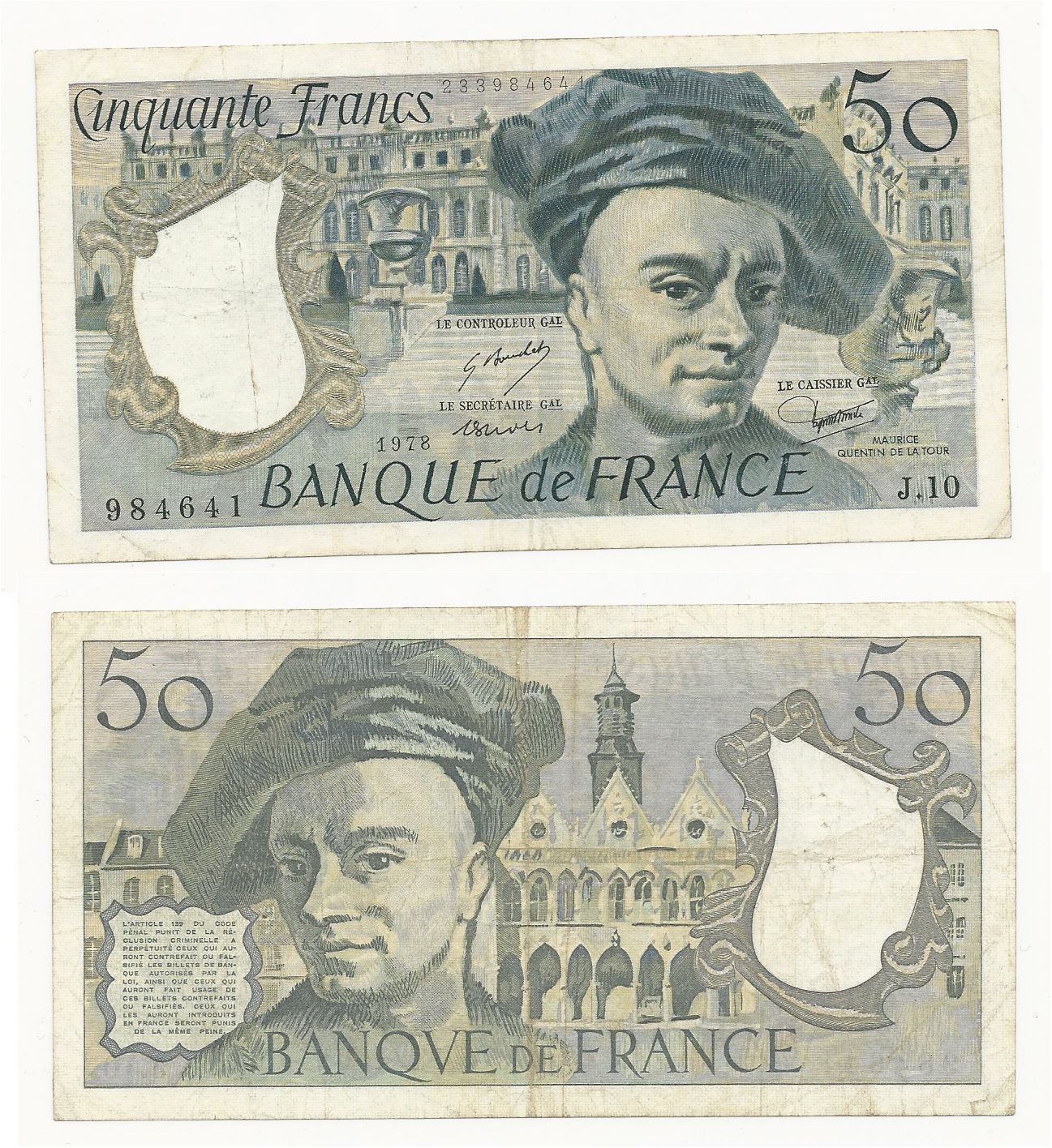
Französische 50-Francs-Banknote von 1978 zu Ehren des Porträtisten Maurice Quentin de La Tour

- Die französische Nationalbank gab in den Jahren 1976 bis 1992 50-Francs-Banknoten mit seinem Porträt aus.